# Yoqne'am Illit
Yoqne'am Illit oppure Yokne'am Illit (Ebraico: יקנעם עילית, traslitterato Yoqne'am Illit), è una città israeliana che si trova nella regione collinare della Galilea. Fondata nel 1950, alla fine del 2007 la popolazione era di 18.600 unità.

## Geografia fisica
Yoqne'am Illit si trova ai piedi del Monte Carmelo, (monte noto per le apparizioni della Madonna del Carmelo a San Simone Stock al quale la Vergine donò lo Scapolare) e domina sulla valle di Jezreel.

## Storia
La città di Yoqne'am Illit è nata come ma'abara negli anni cinquanta, sulle rovine dell'antica Yoqne'am distrutta due millenni fa.

## Amministrazione

### Gemellaggi
- Montauban
- St. Louis
- Atlanta
- Lugo (Italia)